# Mănăstioara (gmina Udești)
Mănăstioara – wieś w Rumunii, w okręgu Suczawa, w gminie Udești. W 2011 roku liczyła 37 mieszkańców. 